# Murder Incorporated
Pour les articles homonymes, voir Murder Incorporated (homonymie).
Murder Incorporated ou Murder Inc. est le nom d'une organisation criminelle de la Yiddish Connection et de la mafia italo-américaine dont l'existence a été dévoilée en 1940 par Burton Turkus, procureur de New York, à la suite du témoignage du tueur Abe Reles.

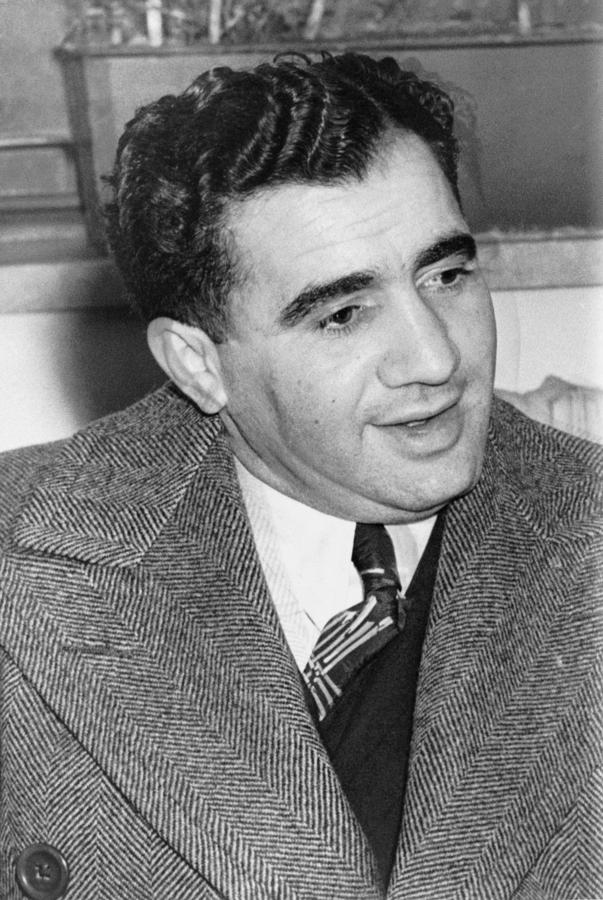
Abe Reles dans les années 1930.

Commandée par Louis Lepke Buchalter, Murder Incorporated était chargée de l'assassinat des membres de sa propre organisation qui avaient commis une faute ou qui étaient peu sûrs.

## Invention de l'assassinat sous-traité
Lors de la création de la Commission, conseil exécutif de la mafia italo-américaine, il fut convenu d'interdire l'assassinat sans autorisation de tout policier, personnalité publique d'importance, telle que les juges, ou même d'anonymes extérieurs à la mafia, pour éviter tout grabuge qui eût pu faire naître des enquêtes poussées voire une mobilisation nationale contre le crime. En revanche, il était autorisé de se faire justice entre membres du crime organisé, à condition que la sentence, pour peu qu'elle porte à conséquence, soit avalisée par la Commission (conseil exécutif de la mafia américaine, également appelé Syndicat du crime).
C'est tout à la fois pour décider de façon centralisée de ce « sale boulot » et en réduire les risques que fut mis en place Murder Incorporated (baptisé ainsi par la presse), sorte de mutuelle de l'assassinat à l'aide de laquelle un chef local bénéficiait de temps à autre durant quelques jours des prestations de tueurs non repérés par la police locale car appartenant à l'équipe d'un autre chef, auquel il rendait la pareille.

## Fonctionnement

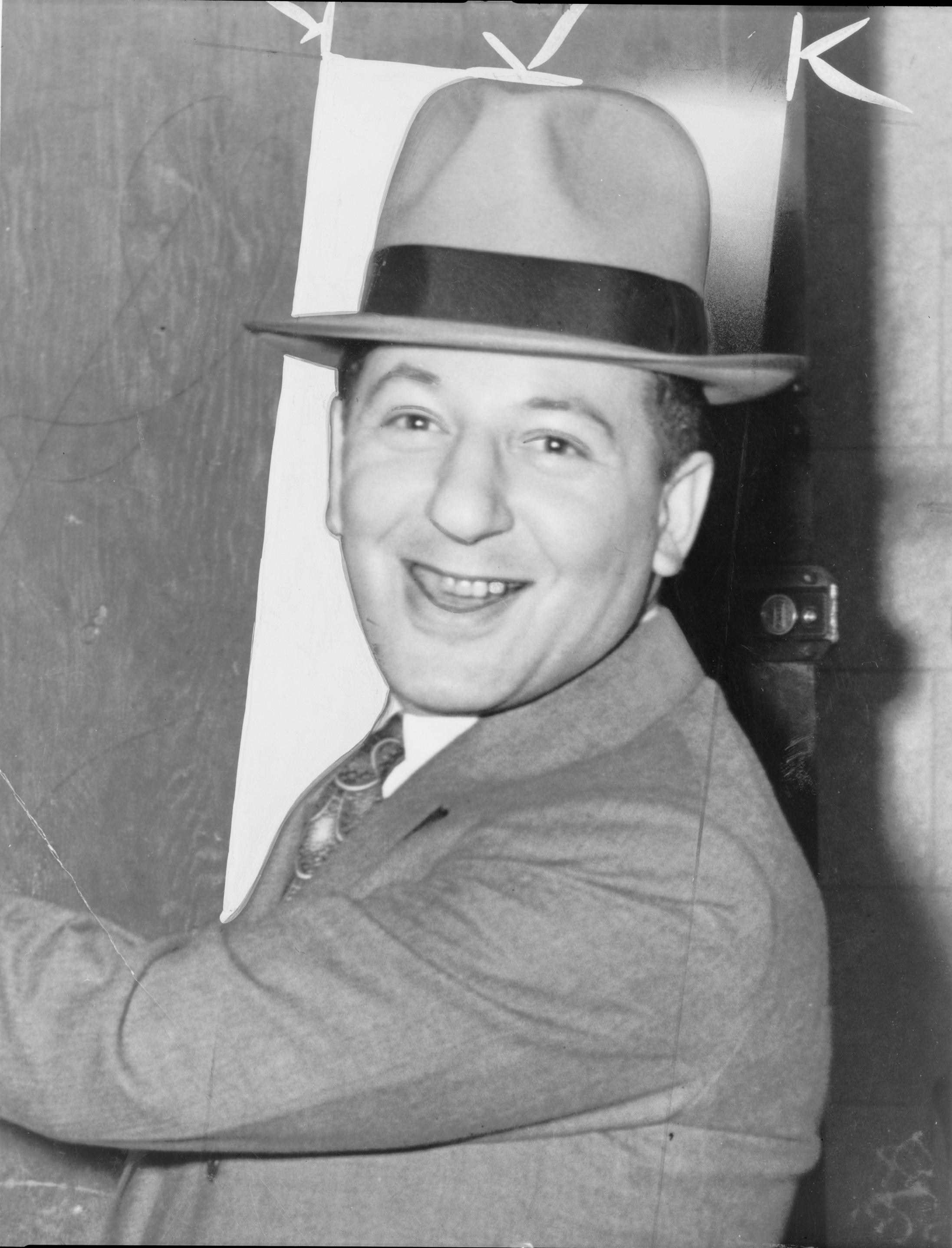
Louis « Lepke » Buchalter, un gangster des années 1930.

Murder Incorporated fut cogérée par Bugsy Siegel, Albert Anastasia et Louis Lepke Buchalter. Recueillant les demandes et choisissant la modalité des exécutions, ils faisaient parfois appel à des tueurs « freelance », mais surtout à un groupe de jeunes gangsters juifs et italiens basés à Brownsville, un quartier de Brooklyn et payés à l'année.
Les plus célèbres d'entre eux étaient Louis Capone, Harry « Happy » Maïone, Frank « Dasher » (« la flèche ») Abbadando, Vito Gurino, Mendy Weiss, Harry Strauss (dit « Pittsburgh Phil »), Martin « Bugsy » Goldstein, Albert Tannenbaüm et Abe « Kid Twist » Reles, le leader de la bande. Le surnom de ce dernier (« le gosse qui tord »), né en 1907 de parents juifs autrichiens, venait de son visage juvénile et de sa faculté à tordre le cou de ses victimes. Ce fut par lui que cette machinerie de mort fut mise au grand jour. Elle aurait causé, jusque-là, entre 300 et 700 assassinats (par revolver, corde ou pic à glace), selon les estimations, de 1933 à 1940.

## Révélation aux autorités
En janvier 1940, Abe Reles et Bugsy Goldstein se rendirent au bureau de police sur convocation, sans se douter que la déposition inespérée d'un témoin d'une vieille affaire de meurtre risquait de leur coûter leurs têtes.
Deux mois plus tard, Abe Reles décida de trahir en passant un marché avec le district attorney (procureur) de l'État de New York, Bill O'Dwyer (futur maire de New York) et son adjoint Burton Turkus. Il leur proposa de dévoiler l'existence et le fonctionnement de Murder Incorporated, jusque-là inconnus, et de dénoncer ses complices, y compris son chef, Lepke Buchalter.
Buchalter était alors déjà en prison (tout comme Lucky Luciano, tombé pour proxénétisme en 1936), arrêté pour trafic de drogue par le FBI en avril 1939, après avoir été inculpé pour racket par le procureur Thomas Dewey. Buchalter avait fait exécuter des dizaines de témoins possibles pour éviter une condamnation.

## Procès et exécutions
Le « chant du canari » (dénonciation d'un traître en argot du Milieu) aboutit au procès des meilleurs tueurs de Murder Incorporated. Bugsy Goldstein, Pittsburg Phil, Happy Maïone, Dasher Abbadando, Louis Capone, Harry Strauss et Mendy Weiss furent installés sur la chaise électrique. Depuis sa cachette, Albert Anastasia organisa une vaste purge meurtrière pour éviter la comparution de nouveaux témoins pouvant compromettre les patrons du Syndicat du crime.
En novembre 1941, Abe Reles, malgré les importantes mesures de sécurité l'entourant, fut défenestré du haut d'un hôtel de Long Island où il était incarcéré, avant qu'il ne puisse témoigner contre Anastasia (le futur repenti Joe Valachi révéla que c'était un meurtre commis avec l'aide de l'un des policiers gardant Reles).
Cela n'empêcha pas Lepke Buchalter de s'asseoir à son tour sur la chaise électrique en mars 1944, à la suite du témoignage d'un autre tueur, Allie Tannenbaum. C'est à ce jour le seul chef de la mafia américaine à avoir été exécuté par la justice.